# Ханс фон Бюло
Ханс Гидо Фрайхер фон Бюлов (на немски: Hans Guido Freiherr von Bülow, [ˈhans ˈɡiːdo ˈfʁaɪ̯hɛʁ fɔn ˈbyːlo]) (8 януари 1830 – 12 февруари 1894) е германски диригент, виртуозен пианист и композитор от епохата на Романтизма.
Той е сред най-известните диригенти на 19 век и неговата дейност е съществена за успехите на няколко големи композитори от онова време, включително Рихард Вагнер.

## Цитати
- В началото беше ритъмът.
- Бах е Старият завет, а Бетовен е Новият завет за музиката.
- Винаги дирижирай с нотите в главата си, не с главата си в нотите.

## Бележити премиери
Като диригент
- Вагнер, „Тристан и Изолда“, Мюнхен, 10 юни 1865
- Вагнер, „Нюрнбергските майстори певци“, Хофопер, Мюнхен, 21 юни 1868

Като пианист
- Лист, Соната си-минор, Берлин, 27 януари 1857
- Чайковски, Първи концерт за пиано, Бостън, 25 октомври 1875